# Trai Byers
Pour les articles homonymes, voir Byers.
Trai Byers, né le 19 juillet 1983 à Kansas City, est un acteur américain.

## Biographie

### Carrière
Il est connu pour son rôle d'André Lyon dans la série Empire.

### Vie privée
Depuis le 14 avril 2016 il est marié avec Grace Gealey, également actrice dans la série Empire.

## Filmographie
- 2009 : Caesar and Otto's Summer Camp Massacre (en) : Chip
- 2011 : La force du destin (TV) : Mookie (11 épisodes)
- 2012 : 90210 Beverly Hills : Nouvelle Génération (TV) : Alec Martin (6 épisodes)
- 2013 : Destination Planet Negro : B-12
- 2014 : Jayhawkers (en)  : Nathan Davis
- 2015 : Selma : James Forman
- 2015–2020: Empire (TV) : Andre Lyon (principal, 31 épisodes)
- 2015 : Americons : Theo Jones
- 2018 : Agents doubles (Bent) de Bobby Moresco : Chuck
- depuis 2023 : Harlem : Keith (rôle récurrent)

## Récompenses
- Nomination : le meilleur acteur 2016 pour son rôle secondaire Andre Lyon dans Empire